# Ngược dòng thời gian để yêu anh (bản truyền hình)
Bupphesanniwat (tên tiếng Thái: บุพเพสันนิวาส, tên tiếng Việt: Nhân duyên tiền định / Ngược dòng thời gian để yêu anh) là bộ phim truyền hình Thái Lan phát sóng vào năm 2018 do hãng Broadcast Thai Television Company Limited sản xuất. Phim được phát sóng trên đài Channel 3 (CH3) Thái Lan từ ngày 21 tháng 2 năm 2018, với sự tham gia của các diễn viên Ranee Campen, Thanawat Wattanaputi, Louis Scott, Susira Nanna, Kawin Imanothai, và Kannarn Wongkajornklai.

## Tựa phim tiếng Việt
Tên phim được dịch ở Việt Nam dưới những tên gọi khác nhau như: "Nhân duyên tiền định" hay "Ngược dòng thời gian để yêu anh".
- Phim được chiếu có bản quyền trên iQIYI Việt Nam phiên bản phụ đề tiếng Việt với tên phim là "Nhân duyên tiền định".
- Trên kênh truyền hình Today TV Lưu trữ ngày 17 tháng 2 năm 2022 tại Wayback Machine vào lúc 20h00 từ thứ 2 đến thứ 7 hàng tuần (từ ngày 22.04.2019, kết thúc vào ngày 06.06.2019) phiên bản lồng tiếng với tên phim là "Ngược dòng thời gian để yêu anh".

## Nội dung phim
Phim kể về Kadesurang (Bella Ranee Campen), một cô gái trẻ là sinh viên giỏi tiếng Pháp học ngành Khảo cổ học, rất thông minh nhưng lại có ngoại hình không được đẹp, mập mạp. Khi đó, Kadesurang đang thầm yêu một anh chàng học cùng lớp nhưng lại không dám thổ lộ vì ngại bản thân xấu xí. Một ngày kia, khi đang đi về nhà thì cô gặp tai nạn, thân xác đã chết nhưng linh hồn vẫn còn lưu lạc chốn trần gian sau đó vô tình xuyên không vượt thời gian, không gian trở về quá khứ nhập vào thể xác một nàng quý nữ độc ác, tàn bạo tên Karakade. Nàng quận chúa đẹp người nhưng lại xấu nết, đanh đá khiến người người khiếp sợ. Không một ai dám làm trái ý hay không nghe lời đều sẽ bị quý nữ thẳng tay trừng trị. Ngay cả người hầu kẻ hạ thân cận bên mình, Karakade cũng không nương tay mà đánh đập dã man.
Tiểu thư Karakade được hứa hôn với Muen Suntorndewa (Pope Thanawat Wattanaputi), một vị quan trẻ tuổi khôi ngô tuấn tú. Thế nhưng những hành động xấu xa và lời nói đầy dã tâm của Karakade đã khiến vị hôn phu của mình căm ghét, sinh ra ác cảm. Khác hẳn với Karakade là tiểu thư Janward (Prang Kannarn Wongkajornklai), con gái của ngài Kosa Lek, nàng hiền dịu, đoan trang làm cho Muen Suntorndewa và phu nhân đều yêu mến.
Vì ghen tuông với tiểu thư Janward, Karakade đã sai khiến người hầu là Pin đi tìm cách hãm hại Janward làm lật thuyền của cô. Nhưng người bị chết đuối lại là Daeng (người hầu của Janward). Gia đình quận vương Muen Suntorndewa đã dùng thuật Kritsanakari (nghi thức cổ truyền của gia đình Ngài) để trừng phạt nàng. Lúc nguy nan, nàng đã cầu xin Kadesurang giúp đỡ mình, dùng thân thể của nàng sống thật tốt và tích đức để linh hồn nàng không phải đau khổ ở thế giới bên kia.
Về phần Kadesurang sau khi xuyên không trở về quá khứ, trọng sinh vào thân xác của tiểu thư Karakade để thực hiện lời hứa của cô với tiểu thư. Là người sống ở hiện đại nên ban đầu cô (lúc này đang trong thân phận tiểu thư Karakade) bị mọi người cho là điên vì ảnh hưởng của thuật Kritsanakari. Dần về sau, cô đã thực hiện được lời hứa với Karakade khi dùng sự lương thiện của mình để lấy lại lòng tin từ tất cả, làm cho mọi người từ oán trách, căm phẫn trở nên yêu quý tiểu thư, trong số đó có cả vị quận vương tuấn tú Muen Suntorndewa đã đem lòng yêu vị hôn thê mà anh ta từng căm ghét trước đây và Peak (người hầu thân cận của phu nhân Champa) cũng đã từng bị Karakade đánh đã thân thiết với Karakade đến mức còn thân hơn với phu nhân Champa.
"Lửa gần rơm lâu ngày cũng bén", sau những rắc rối xảy ra thì Muen Suntorndewa và Kadesurang thật sự nhận ra tình cảm dành cho nhau, yêu đến không kìm nổi trái tim mình. Khi chuẩn bị thành thân thì có chuyện không hay xảy ra với Kadesurang khi cô vô tình chạm vào quyển sách thuật Kritsanakari, nó đã đưa linh hồn cô trở về với hiện tại. Lúc này cô nhận ra mối quan hệ giữa cô và tiểu thư Karakade, giữa Rueng (người mà Kadesurang thầm yêu khi còn ở dương thế trước đây) và Muen Suntorndewa. Sau tất cả, cũng vì tình yêu chân thành của Kadesurang và quận vương dành cho nhau, cô được trở về quá khứ, tiếp tục dưới thân phận của tiểu thư Karakade và sống hạnh phúc khi trở thành phu nhân của quận vương Suntorndewa.

## Diễn viên

### Diễn viên chính
- Ranee Campen vai Kadesurang (Kate) / Quý nữ Karakade
- Thanawat Wattanaputi vai Muen Suntorndewa (Por Detch)
- Louis Scott vai Constantine Phaulkon / Okluang Surasakorn / Chao Phraya Wichayen
- Susira Nanna vai Mae Malee / Maria Guyomar / Thao Thong Kip Mar (phu nhân của Constantine Phaulkon)
- Kawin Imanothai vai Ruengrit (Rueng) / Muen Rueng Ratchapakdee
- Kannarn Wongkajornklai vai Quý nữ Janward

### Diễn viên phụ
- Jirayu Thantrakul vai Luang Surasak / Đức vương Suriyenthrathibodi (Por Duer, con nuôi của Okphra Petchara, con ruột của Đức vương Narai)
- Witsarut Himrat vai Joy (nô tài hầu cận Por Detch)
- Sarut Vijittranon vai Okphra Petchara / Đức vương Petchara
- Nirut Sirijanya vai Okya Horathibodi / Thái phó hoàng gia (cha Muen Suntorndewa)
- Chamaiporn Jaturaput vai Phu nhân Champa (phu nhân của Thái phó Horathibodi, mẹ Muen Suntorndewa)
- Praptpadol Suwanbang vai Đức vương Narai
- Chartchai Ngamsan vai Kosa Pan / Kosathibodi Pan
- Surasak Chaiat vai Kosa Lek / Kosathibodi Lek
- Rachanee Siralert vai Phu nhân Nim (phu nhân ngài Kosa Lek, mẹ quý nữ Janward)
- Ampha Phoosit vai Nang Peak (nô tỳ thân cận của phu nhân Champa, có quyền như quản gia)
- Vimon Panchalijunha vai Nang Juan (nô tỳ thân cận của phu nhân Champa)
- Janya Thanasawaangkoun vai Nang Pin (nô tỳ thân cận của Karakade)
- Ramida Prapatnobon vai Nang Yaem (nô tỳ thân cận của Karakade)

### Khách mời
- Banjerdsri Yamapai vai bà ngoại của Kadesurang
- Paweena Charivsakul vai mẹ của Kadesurang
- Chanikarn Tangkabodee vai con gái của Muen Rueng Ratchapakdee và Quý nữ Janward
- Keng Tachaya vai Phra Pree (con trai nuôi của Đức vương Narai)
- Natanop Chuenhirun vai Sripratch (con cả của Thái phó và phu nhân, anh trai ruột của Por Detch)
- Thongkao Pattarachokechai vai cha của Malee
- Suzana Renaud vai Clara
- Wiksawaweet Wongnalop vai Luang Sriyot
- Peter Tuinstra vai Simon de la Loubère

## Rating
| Tập        | Ngày phát sóng | Quốc gia | Bangkok | Thành thị | Nông thôn |
| ---------- | -------------- | -------- | ------- | --------- | --------- |
| 1          | 21/02/2018     | 3.4      | 5.8     | 4.6       | 2.4       |
| 2          | 22/02/2018     | 4.8      | 7.5     | 5.7       | 3.8       |
| 3          | 28/02/2018     | 7.3      | 11.6    | 9.3       | 5.6       |
| 4          | 01/03/2018     | 8.2      | 13.0    | 10.0      | 6.4       |
| 5          | 07/03/2018     | 11.4     | 16.0    | 13.0      | 9.7       |
| 6          | 08/03/2018     | 12.6     | 19.8    | 14.3      | 10.4      |
| 7          | 14/03/2018     | 14.8     | 20.6    | 17.8      | 12.3      |
| 8          | 15/03/2018     | 15.5     | 22.8    | 18.5      | 12.7      |
| 9          | 21/03/2018     | 16.0     | 23.4    | 19.6      | 13.0      |
| 10         | 22/03/2018     | 16.0     | 21.4    | 20.2      | 13.2      |
| 11         | 28/03/2018     | 17.4     | 22.6    | 20.6      | 15.1      |
| 12         | 29/03/2018     | 17.4     | 23.9    | 19.8      | 15.0      |
| 13         | 04/04/2018     | 17.4     | 21.8    | 21.8      | 14.8      |
| 14         | 05/04/2018     | 17.9     | 23.9    | 20.9      | 15.4      |
| 15         | 11/04/2018     | 18.6     | 23.4    | 22.8      | 16.1      |
| Trung bình | Trung bình     | 13.3     | 18.5    | 16.0      | 11.1      |

## Ca khúc nhạc phim
- บุพเพสันนิวาส / Bupphesanniwat (Nhân Duyên Tiền Định) Thể hiện bởi: Saranyu Winaipanit (Ca khúc mở đầu)
- เพียงสบตา / Piang Sobta (Chỉ Một Ánh Nhìn) Thể hiện bởi: Lydia Sarunrat Deane (Ca khúc kết thúc)
- ออเจ้าเอย / Or Jao Oei (Ơi Nàng Hỡi) Thể hiện bởi: Pete Pol
- เธอหนอเธอ (Chàng Hỡi Chàng Ơi) Thể hiện bởi: Nan Watiya
- เธอหนอเธอ (Chàng Hỡi Chàng Ơi - Special Version) Thể hiện bởi: Bella Ranee Campen
- ออเจ้าเอย / Or Jao Oei (Ơi Nàng Hỡi) - Special Version Thể hiện bởi: Pope Thanawat Wattanaputi

## Phiên bản điện ảnh
Ngày 23/09/2020, trong buổi họp báo sự kiện GDH Xtraordinary 2021 LINEUP ra mắt các bộ phim điện ảnh của hãng GDH trong năm 2021, phim được giới thiệu sẽ có phần 2 nhưng là phiên bản điện ảnh.
Công chiếu tại Thái Lan vào 28 tháng 7 năm 2022, phim đã nhận được nhiều phản hồi tích cực từ người xem. Trong vòng một tháng sau khi phát hành phim thu về 170,19 triệu baht (Bangkok, vùng phụ cận và Chiang Mai) và 392,73 triệu baht (toàn quốc), trở thành một trong mười phim Thái Lan có doanh thu cao nhất mọi thời đại tại Thái Lan.
Phim được khởi chiếu tại Việt Nam vào ngày 09/09/2022. (Phim Thái Lan có doanh thu cao nhất mọi thời đại tại Việt Nam)

## PHẦN II - Prom Likit (Định Mệnh)
Prom Likit (tiếng Thái:พรหมลิขิต, tên tiếng Việt: Định Mệnh / Ngược dòng thời gian để yêu anh 2)  là một bộ phim truyền hình cổ trang, chuyển thể từ cuốn tiểu thuyết cùng tên của tác giả Rompaeng (phần tiếp theo của Bupphesanniwat), do hãng Broadcast Thai Television sản xuất, với sự tham gia của các diễn viên từ phần đầu tiên Ranee Campen, Thanawat Wattanaputi,... Biên kịch của phần đầu tiên Salaya Sukanivatt cũng tham gia viết kịch bản cho phần 2 này. 

### Quá trình sản xuất
Lúc đầu, Arunocha Panupan, nhà sản xuất của bộ phim, đã bổ nhiệm Phawat Panangkasiri làm đạo diễn (cũng là đạo diễn của phần 1), nhưng sau đó đổi sang Saraswadi Wongsompet (đạo diễn của phim điện ảnh Yes or No 1 và Yes or No 2, các bộ phim truyền hình trên Kênh 3 như Minh Châu Rực Rỡ, Ác Mộng Tình Hồng, Nợ Tình Trong Lồng Lửa, Mộng Uyên Ương, Tình Yêu) nhận vai trò đạo diễn bộ phim này. 
- Buổi Fitting cho các diễn viên vào ngày 30/09/2021 và tổ chức lễ cúng khai máy vào ngày 04/11/2021. Ngày 05/10/2023, ban tổ chức và các diễn viên đã tổ chức buổi lễ một lần nữa để tỏ lòng thành kính đến với bộ phim để có khoảng thời gian tốt lành trước khi phát sóng tại trường quay Kênh 3, quận Nong Khaem.

### Địa điểm quay phim
Nhiều cảnh được quay ở Ayutthaya, bao gồm chùa Chaiwatthanaram, chùa Phutthaisawan, chùa Suwan Dararam, chùa Phra Si Sanphet, Wang Luang, chùa Phra Ngam, chùa Yan Ang Thong.
Ở tỉnh khác gồm một số địa điểm như:  Ancient Siam ( Mueang Boran), tỉnh Samut Prakan, chùa Phra Si Rattana Mahathat của tỉnh Phitsanulok. Trong tập 21, cảnh vua Thái Sa du hành tới Khlong Khok Kham (tỉnh Samut Sakhon), cảnh hồi tưởng quá khứ 1000 năm trước được quay tại Công viên lịch sử Phanom Rung và đền Muang Tum (tỉnh Buriram).

### Bản quyền
Đây là bộ phim truyền hình Thái Lan đầu tiên được đăng ký quyền sở hữu trí tuệ để ngăn chặn việc sao chép và sử dụng cho mục đích thương mại. Bản quyền đã được đăng ký bao gồm mọi thứ từ bộ phim nhằm mở rộng quảng cáo và nội dung đa dạng trong tương lai.

### Nội dung phim
Puttan, một cô gái trẻ thích làm vườn, cuộc đời cô là một sự mất mát khi mà cô lên tám tuổi thì cha mẹ cô qua đời trong một vụ tai nạn. Từ đó Puttan được dì Wipawee chăm sóc. Một ngày nọ, khi Puttan đang làm vườn tại công trường Ayutthaya, một số công nhân đã khai quật được chiếc rương cổ bí ẩn. Khi cô quyết định mở chiếc rương thì thấy bên trong có lưu giữ một cuốn sách cổ. Ngay khi cô chạm vào nó thì một tia sáng lóe lên và bóng dáng cô ấy biến mất.
    Trở lại Vương quốc Ayutthaya, triều đại của vua Thái Sa, Muean Maharit, con trai của Khunying Karaket (Ketsurang) và Okkayawisuttasakhon. Nhìn thấy một ánh sáng kỳ lạ phát sáng từ mặt đất. Vì vậy, anh ta đã đào và tìm thấy chiếc rương cổ xưa đó. Khi mở nó ra, anh tìm thấy cuốn kinh Krishna Kali, một kho báu quý giá của gia đình. Ngay khi Muen Maharit chạm vào cuốn sổ của mình thì bầu trời đột nhiên tối sầm... một tia sáng lại lóe lên. Bóng dáng một người phụ nữ xa lạ - Puttan chợt xuất hiện trước mặt anh. Puttan tin rằng cuốn sách cổ trong tay Muen Maharit sẽ đưa cô về nhà. Vì vậy, họ cố gắng lấy lại cho đến khi xảy ra cãi vã, bà Kui và cháu gái của mình Mae Klin đã ra tay ngăn cản. Bà Kui đưa Puttan về sống cùng vì bà mơ thấy Chee Pa Khao và nhờ bà ấy giúp chăm sóc Puttan. Vì thế gây ra sự bất mãn cho Mae Klin. Khi nhìn thấy khuôn mặt của Puttan lần đầu tiên, Mae Klin đã cảm thấy căm ghét cô mà không biết lý do.
    Puttan cố gắng sống sót ở một nơi xa lạ. Bằng cách trồng rau và làm vườn, buôn bán để kiếm sống. Và cuối cùng cô đã gặp được Ketsurang. Khi gặp nhau, mỗi bên đều có cảm giác quen thuộc như thể đã sống chung từ trước. Ketsurang mời Puttan đến phủ của mình. Mọi người đều chào đón cô nồng nhiệt, ngoại trừ Khunying Champa, vì bà không muốn Muen Maharit thích Puttan. Nhưng không có trở ngại nào có thể chặn được "Định Mệnh". Số phận đã dẫn lối Muen Maharit và Puttan gặp nhau. Mặc dù cả hai đều có thái độ dè dặt nhưng ngay từ đầu họ đã rất mạnh mẽ với nhau. Nhưng tình yêu đã nảy nở trong lòng cả hai mà họ không hề nhận ra.

### Các vai diễn
- DIỄN VIÊN CHÍNH:

| Diễn viên                      | Nhân vật                            | Chú thích |
| ------------------------------ | ----------------------------------- | --- |
| Thanawat Watthanaputi （Pope） | Muean Maharit (Por Rit)             | Người em song sinh, con của Ketsurang và Por Detch; là nhân vật chính của bộ phim. |
| Thanawat Watthanaputi （Pope） | Muen Narong Racharittha (Por Reung) | Người anh song sinh, con của Ketsurang và Por Detch, phu quân của Mae Riam |
| Thanawat Watthanaputi （Pope） | Phraya Wisuthsakorn (Por Detch)     | Chồng của Ketsurang |
| Ranne Campen （Bella）         | Puttarn/ Karakade                   | Khi Puttan 8 tuổi, thì qua đời trong một vụ tai nạn xe hơi với cha mẹ, cô được tái sinh sau khi linh hồn của Karakede vào thân xác và được dì của mình nuôi dưỡng. Một ngày nọ, cô mở chiếc rương đựng cuốn kinh Krishnakali và du hành về quá khứ 300 năm trước, đồng thời nảy sinh mối liên hệ tình cảm với Por Rit |
| Ranne Campen （Bella）         | Karakade/ Kadesurang                | Ketsurang (trong thân xác Karakade) là mẹ Por Rit, Por Rueang, Mae Keaw và Mae Prang. |
|                                |                                     | |

### Ca khúc nhạc phim
| STT | Nhan đề                                | Ca sĩ                                         | Thời lượng |
| --- | -------------------------------------- | --------------------------------------------- | ---------- |
| 1.  | "Định Mệnh (พรหมลิขิต)" (Bài hát mở đầu) | Teeranai Na Nongkhai ft. Apiwat Ueathavornsuk | 4:06       |
| 2.  | "Tâm Hồn Hòa Nhịp (เคียงขวัญ)"           | Gun Napat Injaiuea                            | 3:38       |
| 3.  | "Vượt Thời Gian (ข้ามเวลา)"             | Violette Wautier                              | 4:45       |

### Rating
| Tập        | Ngày phát sóng | Quốc gia | Bangkok |
| ---------- | -------------- | -------- | ------- |
| 1          | 18/10/2023     | 6.4      | 11.1    |
| 2          | 19/10/2023     | 6.8      | 13.0    |
| 3          | 25/10/2023     | 6.2      | 11.6    |
| 4          | 26/10/2023     | 6.6      | 11.7    |
| 5          | 30/10/2023     | 6.3      | 12.3    |
| 6          | 31/10/2023     | 7.1      | 13.5    |
| 7          | 01/11/2023     | 7.6      | 13.6    |
| 8          | 06/11/2023     | 6.7      | 12.3    |
| 9          | 07/11/2023     | 7.1      | 12.9    |
| 10         | 08/11/2023     | 7.5      | 13.4    |
| 11         | 13/11/2023     | 7.3      | 13.4    |
| 12         | 14/11/2023     | 7.7      | 14.6    |
| 13         | 15/11/2023     | 7.5      | 14.3    |
| 14         | 20/11/2023     | 7.0      | 13.1    |
| 15         | 21/11/2023     | 7.9      | 13.3    |
| 16         | 22/11/2023     | 7.4      | 12.5    |
| 17         | 27/11/2023     | 6.0      | 11.1    |
| 18         | 28/11/2023     | 6.8      | 13.1    |
| 19         | 29/11/2023     | 7.6      | 12.1    |
| 20         | 04/12/2023     | 7.5      | 11.8    |
| 21         | 05/12/2023     | 7.8      | 13.3    |
| 22         | 06/12/2023     | 8.3      | 14.0    |
| 23         | 11/12/2023     | 7.2      | 11.3    |
| 24         | 12/12/2023     | 7.7      | 12.8    |
| 25         | 13/12/2023     | 8.1      | 10.9    |
| 26         | 18/12/2023     | 8.6      | 14.3    |
| Trung bình | Trung bình     | 7.2      | 12.7    |